# 13e méridien est

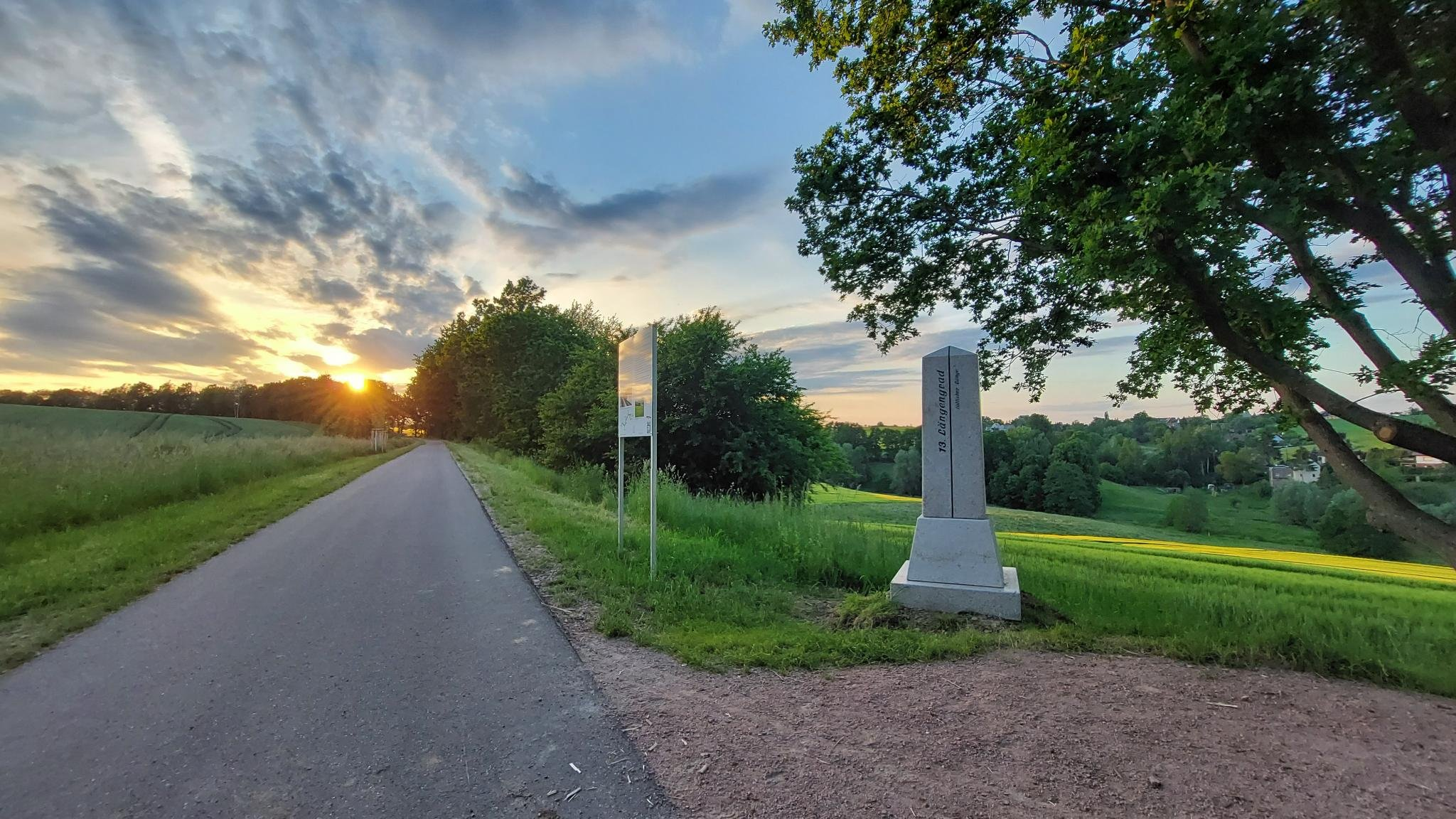
Obélisque sur le 13^{e} méridien est à Waldheim (Allemagne).

En géographie, le 13e méridien est est le méridien joignant les points de la surface de la Terre dont la longitude est égale à 13° est.

## Géographie

### Dimensions
Comme tous les autres méridiens, la longueur du 13e méridien correspond à une demi-circonférence terrestre, soit 20 003,932 km. Au niveau de l'équateur, il est distant du méridien de Greenwich de 1 447 km,.
Avec le 167e méridien ouest, il forme un grand cercle passant par les pôles géographiques terrestres.

### Régions traversées
En commençant par le pôle Nord et descendant vers le sud au pôle Sud, Le 13e méridien est passe par:
| Coordonnées          | Pays, territoire ou mer          | Précisions                                                                             |
| -------------------- | -------------------------------- | -------------------------------------------------------------------------------------- |
| 90° 00′ N, 13° 00′ E | Océan Arctique                   |                                                                                        |
| 79° 48′ N, 13° 00′ E | Norvège                          | Île du Spitzberg, Svalbard                                                             |
| 78° 12′ N, 13° 00′ E | Océan Atlantique                 | Mer de Norvège                                                                         |
| 68° 03′ N, 13° 00′ E | Norvège                          | Île de Moskenesøya                                                                     |
| 67° 53′ N, 13° 00′ E | Océan Atlantique                 | Mer de Norvège                                                                         |
| 66° 41′ N, 13° 00′ E | Norvège                          | Plusieurs îles et le continent                                                         |
| 64° 04′ N, 13° 00′ E | Suède                            | Passe par le lac Vänern                                                                |
| 55° 44′ N, 13° 00′ E | Øresund                          |                                                                                        |
| 55° 37′ N, 13° 00′ E | Suède                            | Passe par Malmö                                                                        |
| 55° 23′ N, 13° 00′ E | Mer Baltique                     |                                                                                        |
| 54° 27′ N, 13° 00′ E | Allemagne                        | Passe à l'ouest de Berlin                                                              |
| 50° 26′ N, 13° 00′ E | Tchéquie                         |                                                                                        |
| 49° 19′ N, 13° 00′ E | Allemagne                        |                                                                                        |
| 48° 14′ N, 13° 00′ E | Autriche                         |                                                                                        |
| 47° 51′ N, 13° 00′ E | Allemagne                        | Sur environ 3 km                                                                       |
| 47° 50′ N, 13° 00′ E | Autriche                         | Sur environ 13 km – Passe juste à l'ouest de Salzbourg                                 |
| 47° 43′ N, 13° 00′ E | Allemagne                        |                                                                                        |
| 47° 28′ N, 13° 00′ E | Autriche                         |                                                                                        |
| 46° 36′ N, 13° 00′ E | Italie                           |                                                                                        |
| 45° 38′ N, 13° 00′ E | Mer Adriatique                   |                                                                                        |
| 43° 52′ N, 13° 00′ E | Italie                           |                                                                                        |
| 41° 18′ N, 13° 00′ E | Mediterranean Sea                | Passe entre les Îles Pontines, Italie Passe juste à l'ouest de l'Île de Ustica, Italie |
| 38° 03′ N, 13° 00′ E | Italie                           | Sicile                                                                                 |
| 37° 31′ N, 13° 00′ E | Mer Méditerranée                 | Passe juste à l'est de l'île de Linosa, Italie                                         |
| 32° 50′ N, 13° 00′ E | Libye                            | Passe juste à l'ouest de Tripoli                                                       |
| 23° 18′ N, 13° 00′ E | Niger                            |                                                                                        |
| 13° 31′ N, 13° 00′ E | Nigeria                          | Passe juste à l'ouest de Maiduguri                                                     |
| 9° 28′ N, 13° 00′ E  | Cameroun                         |                                                                                        |
| 2° 15′ N, 13° 00′ E  | Gabon                            |                                                                                        |
| 2° 12′ S, 13° 00′ E  | République du Congo              |                                                                                        |
| 4° 34′ S, 13° 00′ E  | Angola                           | Sur environ 15 km – exclave de Cabinda                                                 |
| 4° 42′ S, 13° 00′ E  | République démocratique du Congo |                                                                                        |
| 5° 53′ S, 13° 00′ E  | Angola                           |                                                                                        |
| 7° 34′ S, 13° 00′ E  | Océan Atlantique                 |                                                                                        |
| 9° 01′ S, 13° 00′ E  | Angola                           | Sur environ 7 km – Palmeirinhas                                                        |
| 9° 05′ S, 13° 00′ E  | Océan Atlantique                 |                                                                                        |
| 12° 47′ S, 13° 00′ E | Angola                           |                                                                                        |
| 16° 59′ S, 13° 00′ E | Namibie                          |                                                                                        |
| 19° 56′ S, 13° 00′ E | Océan Atlantique                 |                                                                                        |
| 60° 00′ S, 13° 00′ E | océan Austral                    |                                                                                        |
| 69° 46′ S, 13° 00′ E | Antarctique                      | Terre de la Reine-Maud, revendiquée par la Norvège                                     |